# Dmitri Semigradov
Dmitri Nicolaevici Semigradov (în rusă Дмитрий Николаевич Семиградов; n. 21 septembrie 1869 – d. 1932) a fost un politician basarabean, președinte al Consiliului zemstvei guberniale a Basarabiei între anii 1906 și 1909, membru al Consiliului de stat „pentru alegeri” între anii 1909 și 1917. A deținut mari proprietăți (peste 10.000 de zeciuieli), a locuit în vila construită în  Chișinău, de tatăl său, Nicolai, în prezent monumentul de arhitectură de însemnătate națională – Vila urbană a lui Nicolai Semigradov.

## Biografie
Semigradov provenea dintr-o familie de nobili ereditari ai guberniei. A fost fiul consilierului de stat Nicolai Semigradov și al soției sale Maria Dmitrievna (1842-1919). A fost căsătorit cu Smaragda Krupensky.
Și-a făcut învățământul secundar la gimnaziul I din Chișinău și învățământul superior la Universitatea din Novorossiisk de la Facultatea de Drept, unde a urmat un curs de șapte semestre și expulzat ulterior.
După ce a părăsit universitatea în 1892, s-a stabilit la moșia sa și s-a dedicat agriculturii. În același an a intrat în biroul conducătorului provincial basarabean al nobilimii. În 1894-1899 a fost șeful zemstvei secției 1 a ținutului Chișinău. În 1899 a fost ales președinte al consiliului zemstvei din ținutul Chișinău, funcție în care a rămas până în 1903. În 1903-1905 a fost șeful zemstvei secției 3 a ținutului Chișinău. În 1905 a părăsit serviciul și s-a dedicat activităților sociale. În 1906 a fost ales președinte al consiliului provincial al zemstvei din gubernie, funcție în care a petrecut trei ani.
De-a lungul anilor, a fost ales membru al zemstvelor ținutului Chișinău și al adunărilor provinciale, al Dumei orașului Chișinău, a fost magistrat onorific al ținuturilor Chișinău și Orhei, deputat al nobilimii din ținutul Chișinău (1896-1902) și candidat la conducător al nobilimii ținutului Chișinău. Dintre premii a fost decorat cu: Ordinul Sf. Anna în gradul III, St. Stanislav în gradul II, Sf. Ana în gradul II și Sf. Vladimir în gradul IV.
La 20 septembrie 1909, a fost ales membru al Consiliului de Stat din partea zemstvei Basarabiei pentru a înlocui defunctul Pavel Dicescul. Din 1913 a fost membru al Adunării Ruse.
După Revoluția din octombrie, țăranii locali au furat 500 de cai, vite de rasă și multe altele din moșia sa din satul Șișcani. La 6 martie 1918, a participat la o delegație a celor mai mari latifundiari basarabeni, care a avut loc la Iași și a solicitat regelui Ferdinand să elimine Sfatul Țării și să stabilească o administrație militară în Basarabia.